# Philippe Ier de Nassau-Weilbourg
Philippe de Nassau-Weilbourg, en allemand Philip Ier von Nassau-Weilburg, né en 1368 et décédé en 1429 à Wiesbaden, est comte de Nassau-Weilbourg de 1371 à 1429 par son père, et comte de Sarrebruck et possesseur du Château-Bas (la « part de Sarrebruck ») de Commercy par sa mère dès 1381.

## Famille
Philippe de Nassau-Weilbourg est le fils de Jean Ier de Nassau-Weilbourg et de Jeanne de Sarrebrück fille de Jean IV comte de Sarrebruck et châtelain de Commercy-Château-Bas.
En 1385, il épouse Anne de Hohenlohe-Weikersheim (†1410), (fille de Kraft IV de Hohenlohe-Weikersheim). Deux enfants sont nés de cette union :
- Philippe de Nassau-Weilbourg (1388-1416) ;
- Jeanne de Nassau-Weilbourg (†1481).

Veuf, Philippe Ier de Nassau-Weilbourg épousa, le 8 mai 1412, Élisabeth de Lorraine-Vaudémont (†1456), fille du seigneur Ferry IV de Rumigny. Trois enfants sont nés de cette union :
- Philippe II de Nassau-Weilbourg, comte de Nassau-Weilbourg ;
- Jean II de Nassau-Sarrebruck (1423-1472), comte de Nassau-Sarrebrück, qui en 1456 épouse Jeanne de Loon (1443-1469), fille du comte Jean IV de Loon, (postérité) ;
- Marguerite de Nassau-Weilbourg (1426-1490), qui en 1441 épousa Gérard de Rodemachern (†1489).

Il eut également deux enfants illégitimes dont 
- Grete de Nassau qui épousa Peter von Rittenhofen

Philippe Ier de Nassau-Weilbourg appartenait à la septième branche (Nassau-Weilbourg), issue de la première branche (Nassau-Wiesbaden) de la Maison de Nassau. La lignée de Nassau-Weilbourg appartient à la tige valmérienne qui donna des grands-ducs au Luxembourg.
Philippe II de Nassau-Weilbourg est l'ancêtre de l'actuel grand-duc Henri Ier de Luxembourg.